# Dziadówki (Łączyn)
Dziadówki – przysiółek wsi Łączyn w Polsce położony w województwie świętokrzyskim, w powiecie jędrzejowskim, w gminie Jędrzejów.
W latach 1975–1998 przysiółek należał administracyjnie do województwa kieleckiego.